# Distretto di Quinjalca
Il distretto di Quinjalca è un distretto del Perù nella provincia di Chachapoyas (regione di Amazonas) con 934 abitanti al censimento 2007 dei quali 143 urbani e 791 rurali.
È stato istituito fin dall'indipendenza del Perù.